# 埼玉県道332号根岸本町線

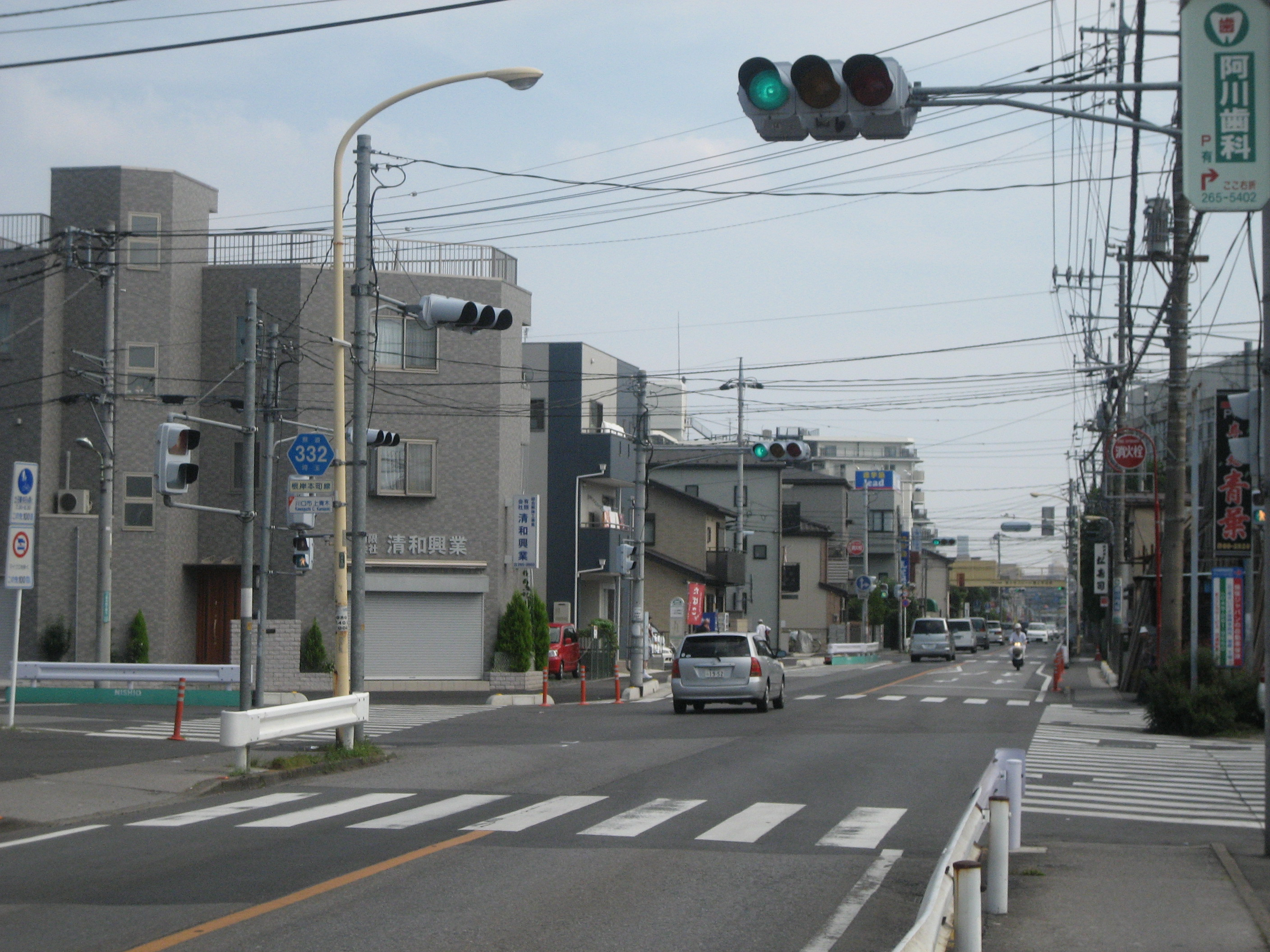
川口市上青木付近

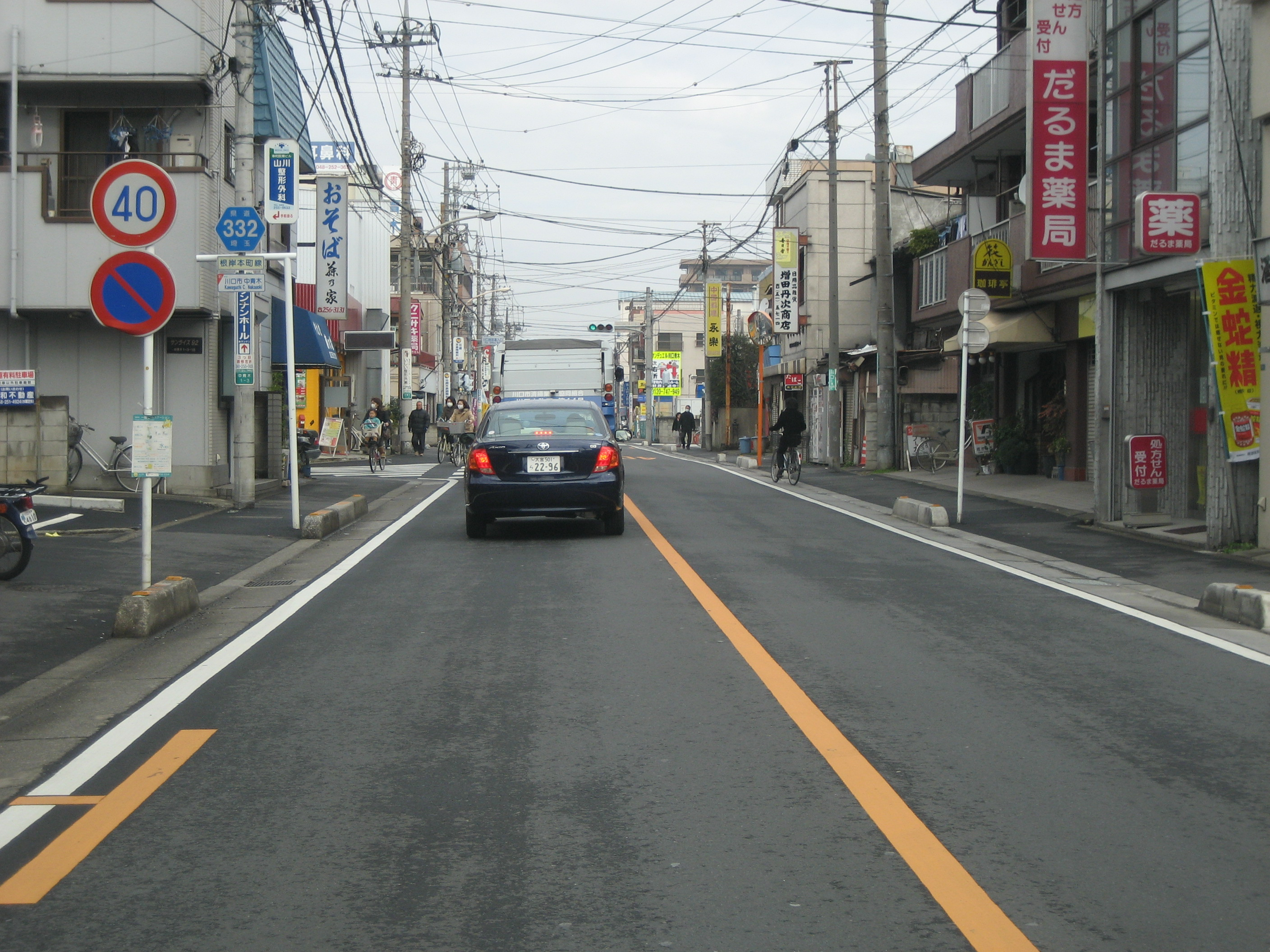
川口市中青木付近

埼玉県道332号根岸本町線（さいたまけんどう332ごう ねぎしほんちょうせん）は、埼玉県川口市内をほぼ南北に通る一般県道である。

## 概要
- 起点：埼玉県川口市大字安行領根岸グリーンセンター西交差点（埼玉県道34号さいたま草加線交点）
- 終点：埼玉県川口市本町3丁目（埼玉県道89号川口停車場線交点）
- 総距離：4,424m

## 通過する自治体
- 埼玉県
  - 川口市

## 交差する道路
| 交差する道路                     | 交差点名   | 所在地 | 所在地       |
| -------------------------------- | ---------- | ------ | ------------ |
| 埼玉県道34号さいたま草加線 ※起点 |            | 川口市 | 安行領根岸   |
| 埼玉県道111号蕨鳩ヶ谷線          | 上青木交番 | 川口市 | 上青木六丁目 |
| （新オートレース通り）           | 青木中央   | 川口市 | 中青木五丁目 |
| 埼玉県道89号川口停車場線 ※終点   | 本町3丁目  | 川口市 | 本町三丁目   |

## 別名・通称
- グリーンセンター通り（上根橋以北）
- 川口中央道路（上根橋以南）

## 沿線
- 川口市立花木植物園（川口市立グリーンセンター）
- イオンモール川口
- 芝川（上根橋）
- 川口警察署上青木交番
- 川口市北消防署上青木分署
- 川口市立上青木小学校
- 川口市立上青木中学校
- SKIPシティ
- 川口市立高等学校第1校地
- 川口市教育研究所
- 川口市立上青木南小学校
- 中青木公園
- 川口簡易裁判所
- さいたま地方法務局川口出張所
- 川口職業安定所
- 川口税務署
- 川口市役所
- 川口駅